# Nissan Avenir
Nissan Avenir – samochód osobowy klasy średniej produkowany przez japońską firmę Nissan w latach 1990-2006. Dostępny jako 5-drzwiowe kombi. Następca modelu Bluebird U12. Do napędu używano silników R4, także z turbodoładowaniem. Moc przenoszona była na oś przednią (opcjonalnie AWD) poprzez 4-biegową automatyczną bądź 5-biegową manualną skrzynię biegów. Powstały dwie generacje Avenira. Samochód został zastąpiony przez model Lafesta.

## Dane techniczne ('98 R4 2.0 Turbo)

### Silnik
- R4 2,0 l (1998 cm³), 4 zawory na cylinder, DOHC, turbo
- Układ zasilania: wtrysk
- Średnica cylindra × skok tłoka: 86,00 mm × 86,00 mm
- Stopień sprężania: 8,5:1
- Moc maksymalna: 230 KM (169 kW) przy 6000 obr./min
- Maksymalny moment obrotowy: 275 N•m przy 3600 obr./min

### Osiągi
- Przyspieszenie 0-100 km/h: b/d
- Prędkość maksymalna: b/d

## Galeria

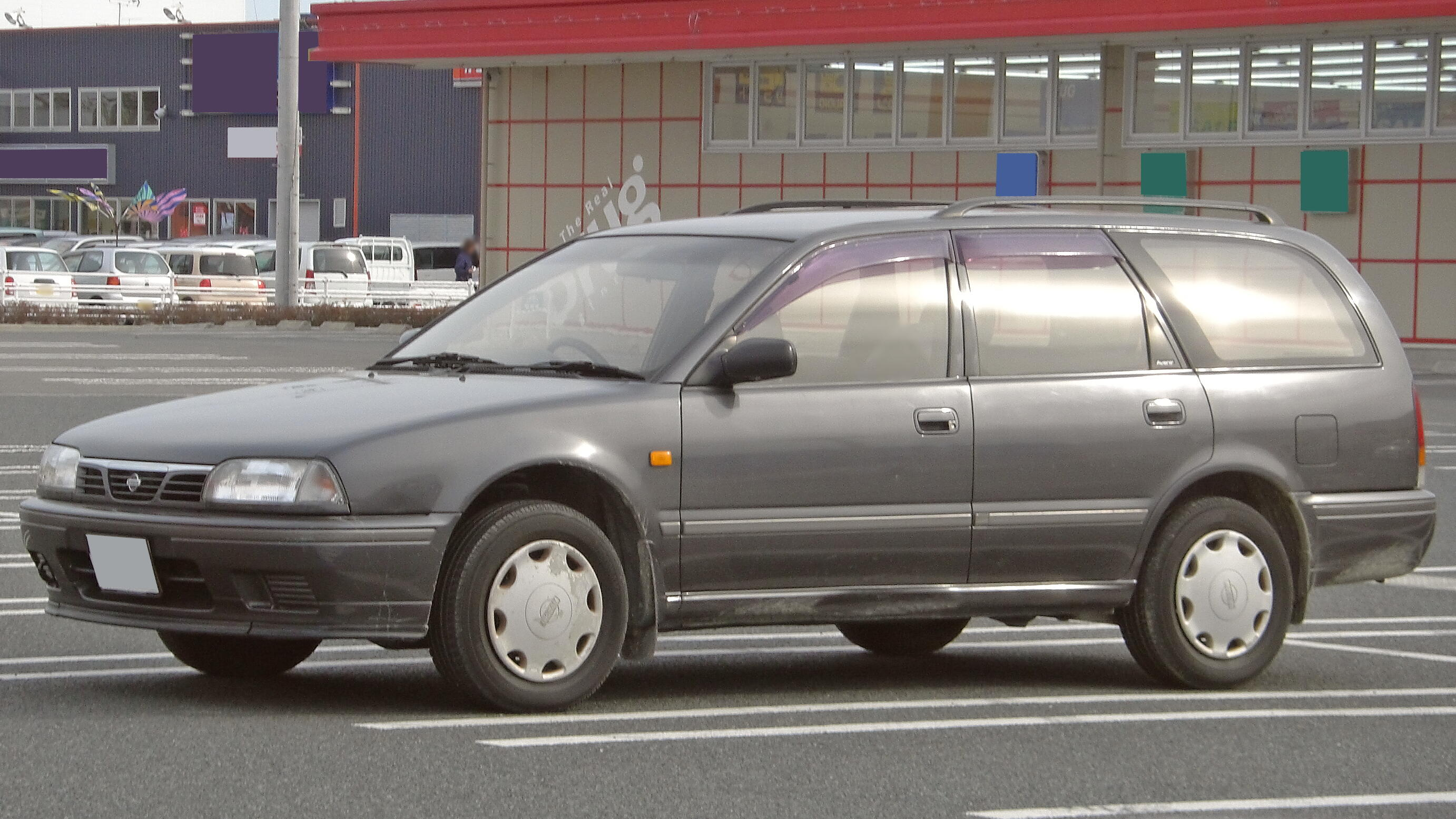
I generacja
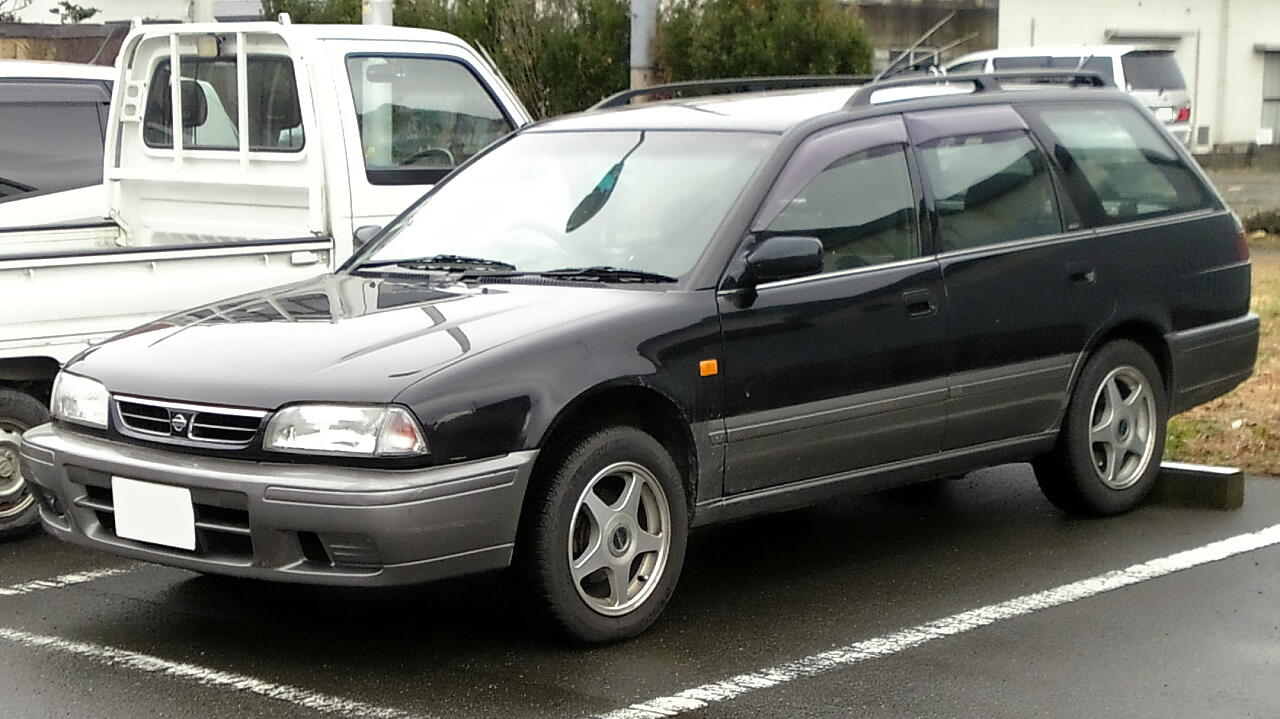
I generacja
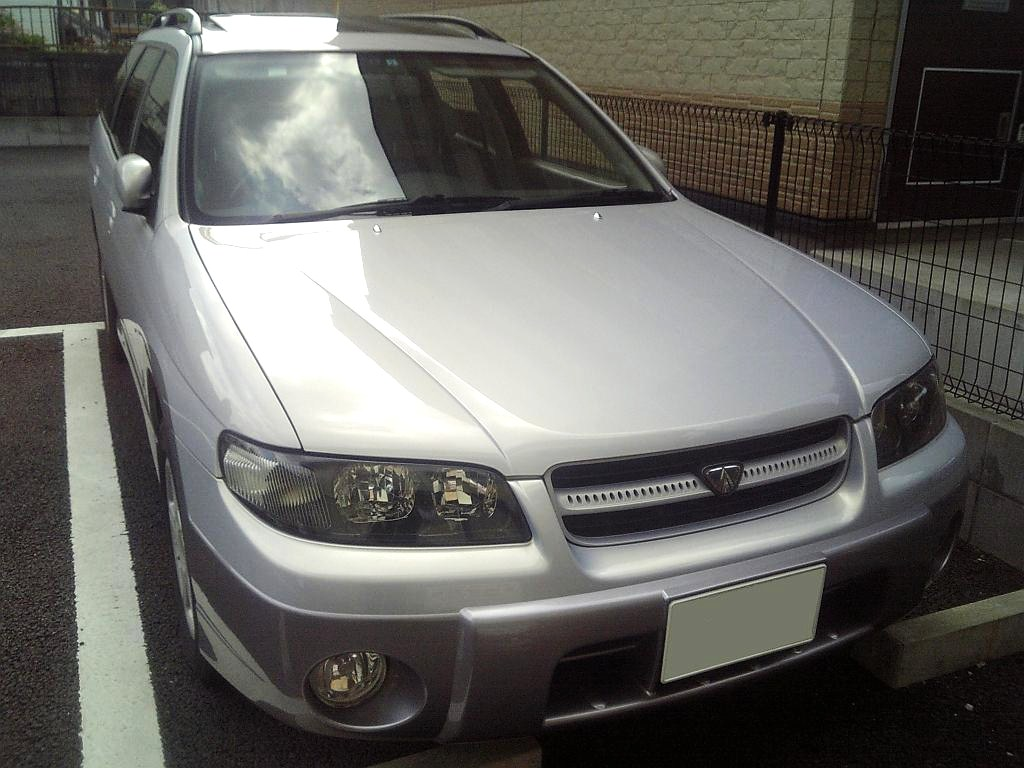
II generacja
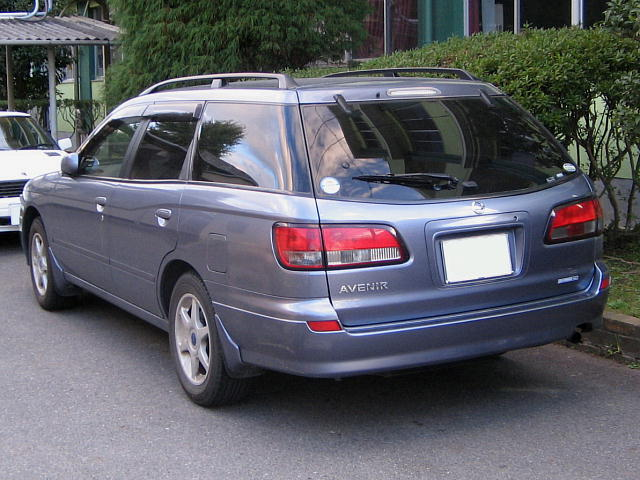
II generacja